# Палагала (підрозділ окружного секретаріату)
Підрозділ окружного секретаріату Палагала — підрозділ окружного секретаріату округу Анурадхапура, Північно-Центральна провінція, Шрі-Ланка. Складається з 35 Грама Ніладхарі.